# Jean François Leval
Jean François Leval (París, 18 de abril de 1762 - ibíd., 7 de agosto de 1834), hijo de Jean François y Marie Madeleine Ducres, fue un general francés contemporáneo de la Revolución Francesa y el Primer Imperio francés. 

## Biografía
Comenzó su carrera militar como soldado raso, sirviendo en las colonias desde 1779 hasta 1783. Durante las Guerras de la Revolución fue nombrado para dirigir una media brigada a comienzos de 1793 y a finales de ese mismo año fue ascendido a brigadier. Posteriormente, como mariscal de campo tomó parte en múltiples batallas durante las Guerras Napoleónicas (Jena, Eylau). Más tarde fue destinado a España, donde combatió en numerosas batallas y escaramuzas de la Guerra de Independencia, tales como las de Talavera (18 de julio de 1809), Ocaña (19 de noviembre de 1809), Chiclana (5 de marzo de 1811), y Vitoria (21 de junio de 1813). Su empleo militar de mayor importancia fue la dirección del ejército sitiador de Tarifa en diciembre de 1811, actuación que se saldó con un fracaso.
Su nombre figura grabado en la séptima columna bajo el Arco del Triunfo en París.